# Alexandre Derevitsky
Alexandre Derevitsky, nome d'arte di Alessandro Dercas-Derevitsky, noto anche con lo pseudonimo di Alessandro Derewitsky (Napoli, 18 settembre 1909 – Roma, 5 ottobre 1974), è stato un compositore e direttore d'orchestra italiano.

## Biografia
Di origine polacca, scrisse le musiche per diverse canzoni insieme al paroliere Luciano Luigi Martelli, tra le quali la più famosa fu Venezia, la luna... e tu, composta nel 1936 per la colonna sonora di un film francese, A Venezia una notte (A Venise, une nuit), diretto da Christian-Jaque e interpretato da Elvire Popesco, che nel 1958 sarà di ispirazione per il film Venezia, la luna e tu di Dino Risi con Alberto Sordi, Nino Manfredi e Marisa Allasio. Nel biennio 1938-39 altri suoi brani sono utilizzati in tre film.
Tra il 1940 e il 1966 (con una pausa tra il 1949 e il 1957) fu autore delle colonne sonore per una ventina di film, perlopiù commedie, peplum e spaghetti western, lavorando tra gli altri con Totò e Aldo Fabrizi. Fu anche il fondatore delle edizioni musicali Firmamento e dell'etichetta Record Tv Discografica. Negli anni '60 si dedicò alla musica sperimentale: da citare le collaborazioni con Mario Migliardi e Romolo Grano dirigendo l'Orchestra Filarmonica di Roma.
Muore nell'ottobre del 1974, un mese dopo aver compiuto 65 anni.

## Filmografia

### Colonne sonore
- Orgoglio, regia di Marco Elter (1938) – canzoni
- Inventiamo l'amore, regia di Camillo Mastrocinque (1938) – canzoni
- Una lampada alla finestra, regia di Gino Talamo (1939) – canzoni
- Validità giorni dieci, regia di Camillo Mastrocinque (1940)
- Giù il sipario, regia di Raffaello Matarazzo (1940)
- San Giovanni decollato, regia di Amleto Palermi (1940)
- Il bazar delle idee, regia di Marcello Albani (1941)
- Una volta alla settimana, regia di Ákos Ráthonyi (1941)
- Il ponte sull'infinito, regia di Alberto Doria (1941)
- Il cavaliere senza nome, regia di Ferruccio Cerio (1941)
- Scampolo, regia di Nunzio Malasomma (1941) – direzione d'orchestra
- La bocca sulla strada, regia di Roberto Roberti (1941) – anche le canzoni Serenata solitaria e Tarantella Novecento
- Il vetturale del San Gottardo, regia di Hans Hinrich e Ivo Illuminati (1942)
- La danza del fuoco, regia di Giorgio Simonelli (1942)
- Divieto di sosta, regia di Marcello Albani (1942)
- Quarta pagina, regia di Nicola Manzari (1943)
- Nebbie sul mare, regia di Hans Hinrich e Marcello Pagliero (1944)
- Emigrantes, regia di Aldo Fabrizi (1948)
- Il romanzo di un giovane povero, regia di Marino Girolami (1958)
- Pezzo, capopezzo e capitano, regia di Wolfgang Staudte (1958)
- L'amico del giaguaro, regia di Giuseppe Bennati (1959)
- Avventura in città, regia di Roberto Savarese (1959)
- Salambò, regia di Sergio Grieco (1959) – anche direzione d'orchestra
- Le notti di Lucrezia Borgia, regia di Sergio Grieco (1959) – anche direzione d'orchestra
- La vendetta di Ercole, regia di Vittorio Cottafavi (1960)
- Il mio amico Jekyll, regia di Marino Girolami (1960)
- Tharus figlio di Attila, regia di Roberto Bianchi Montero (1962)
- Il cambio della guardia, regia di Giorgio Bianchi (1962) – direzione d'orchestra
- Il chirurgo opera, regia di Francesco Pasinetti e Pietro Lamperti (1964) – film di montaggio
- Degueyo, regia di Giuseppe Vari (1966)